# Флаги Тувы
Список флагов муниципальных образований Республики Тыва Российской Федерации.
На 1 января 2020 года в Республике Тыва насчитывалось 143 муниципальных образования: 2 городских округа, 17 муниципальных районов (кожуунов), 4 городских поселения и 120 сельских поселения (сумонов).

## Флаги городских округов
| Флаг | Наименование                            | Дата утверждения | Номер в ГГР |
| ---- | --------------------------------------- | ---------------- | ----------- |
|      | Флаг города Кызыла                      | 30 марта 2016    | 11012       |
|      | Флаг городского округа город Ак-Довурак | 14 ноября 2019   | 12724       |

## Флаги муниципальных районов
| Флаг | Наименование                                          | Дата утверждения | Номер в ГГР |
| ---- | ----------------------------------------------------- | ---------------- | ----------- |
|      | Флаг муниципального района «Бай-Тайгинский кожуун»    | 27 марта 2020    | 12996       |
|      | Флаг муниципального района «Барун-Хемчикский кожуун»  | 19 марта 2014    | 9415        |
|      | Флаг муниципального района «Дзун-Хемчикский кожуун»   | 18 марта 2020    | 12998       |
|      | Флаг муниципального района «Каа-Хемский кожуун»       | 10 июня 2020     | 13235       |
|      | Флаг муниципального района «Кызылский кожуун»         | 22 июля 2015     | 10505       |
|      | Флаг муниципального района «Монгун-Тайгинский кожуун» | 24 декабря 2019  | 12726       |
|      | Флаг муниципального района «Овюрский кожуун»          | 16 февраля 2019  | 12728       |
|      | Флаг муниципального района «Пий-Хемский кожуун»       | 20 февраля 2020  | 13000       |
|      | Флаг муниципального района «Сут-Хольский кожуун»      | 8 октября 2019   | 12569       |

| Флаг | Наименование                                      | Дата утверждения | Номер в ГГР |
| ---- | ------------------------------------------------- | ---------------- | ----------- |
|      | Флаг муниципального района «Тандинский кожуун»    | 20 апреля 2016   | 11041       |
|      | Флаг муниципального района «Тере-Хольский кожуун» | 7 мая 2020       | 13002       |
|      | Флаг муниципального района «Тес-Хемский кожуун»   | 27 февраля 2020  | 13004       |
|      | Флаг муниципального района «Тоджинский кожуун»    | 27 марта 2020    | 13006       |
|      | Флаг муниципального района «Улуг-Хемский кожуун»  | 23 апреля 2020   | 13008       |
|      | Флаг муниципального района «Чаа-Хольский кожуун»  | 30 сентября 2019 | 12571       |
|      | Флаг муниципального района «Чеди-Хольский кожуун» | 25 марта 2020    | 13010       |
|      | Флаг муниципального района «Эрзинский кожуун»     | 6 сентября 2019  | 12573       |

## Флаги сельских поселений
| Флаг | Наименование                                                          | Дата утверждения | Номер в ГГР |
| ---- | --------------------------------------------------------------------- | ---------------- | ----------- |
|      | Флаг сельского поселения сумон Алдан-Маадырский Сут-Хольского кожууна | 30 ноября 2012   |             |
|      | Флаг сельского поселения сумон Дус-Дагский Сут-Хольского кожууна      | 20 июля 2020     | 13237       |

## Упразднённые флаги
| Флаг | Наименование                                          | Дата утверждения | Дата отмены                 |
| ---- | ----------------------------------------------------- | ---------------- | --------------------------- |
|      | Флаг города Кызыла                                    | 30 марта 2005    | 30 марта 2016 1 января 2017 |
|      | Флаг города Ак-Довурака                               | 6 ноября 2003    | 11 февраля 2016             |
|      | Флаг городского округа город Ак-Довурак               | 11 февраля 2016  | 9 октября 2017              |
|      | Флаг городского округа город Ак-Довурак               | 9 октября 2017   | 14 ноября 2019              |
|      | Флаг муниципального района «Бай-Тайгинский кожуун»    | 9 февраля 2004   | 27 марта 2020               |
|      | Флаг муниципального района «Дзун-Хемчикский кожуун»   | 3 апреля 2015    | 18 марта 2020               |
|      | Флаг муниципального района «Каа-Хемский кожуун»       |                  |                             |
|      | Флаг муниципального района «Кызылский кожуун»         | 24 декабря 2014  | 22 июля 2015                |
|      | Флаг муниципального района «Монгун-Тайгинский кожуун» | 23 октября 2018  | 24 декабря 2019             |
|      | Флаг муниципального района «Пий-Хемский кожуун»       |                  |                             |

| Флаг | Наименование                                      | Дата утверждения | Дата отмены      |
| ---- | ------------------------------------------------- | ---------------- | ---------------- |
|      | Флаг муниципального района «Сут-Хольский кожуун»  | 10 августа 2001  |                  |
|      | Флаг муниципального района «Тандинский кожуун»    | 20 февраля 2014  | 20 апреля 2016   |
|      | Флаг муниципального района «Тере-Хольский кожуун» |                  |                  |
|      | Флаг муниципального района «Тес-Хемский кожуун»   | 27 июня 2013     | 27 февраля 2020  |
|      | Флаг муниципального района «Тоджинский кожуун»    | 23 декабря 2016  | 27 марта 2020    |
|      | Флаг муниципального района «Улуг-Хемский кожуун»  | 4 февраля 2016   | 23 апреля 2020   |
|      | Флаг муниципального района «Чаа-Хольский кожуун»  | 30 ноября 2018   | 30 сентября 2019 |
|      | Флаг муниципального района «Чеди-Хольский кожуун» |                  |                  |
|      | Флаг муниципального района «Эрзинский кожуун»     |                  |                  |